# Peter Rentrop

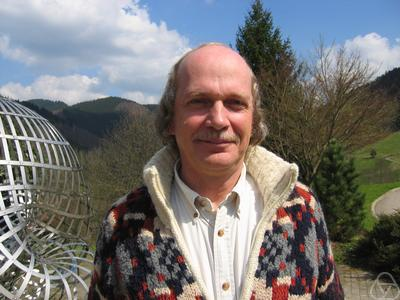
Peter Rentrop (2006)

Peter Rentrop (* 3. Mai 1948 in Düsseldorf) ist ein deutscher Mathematiker, der sich vor allem mit numerischer Mathematik und ihren Anwendungen in Wissenschaft und Technik beschäftigt.

## Akademische Laufbahn
Im Anschluss an sein Diplom 1974 in Mathematik und  Physik an der Universität zu Köln ging er an die Technische Universität München, um dort 1977 bei Roland Bulirsch über Eine Taylorreihenmethode zur numerischen Lösung von Zwei-Punkt Randwertproblemen mit Anwendung auf singuläre Probleme der nichtlinearen Schalentheorie zu promovieren. Die Habilitation mit dem Titel Partitionierte Runge-Kutta-Verfahren zur numerischen Lösung von steifen und nichtsteifen Anfangswertproblemen, ebenfalls an der Fakultät für Mathematik der TU München, erfolgte im Jahr 1982.
Im Jahr 1984 wechselte er von der TU München auf eine Professur an der Universität Kaiserslautern, wo er bis 1987 tätig war. Anschließend kehrte er für weitere sieben Jahre an die TU München als Professor am Institut für Informatik zurück. Im Jahre 1994 folgte er dann einem Ruf an die Technische Universität Darmstadt, um als Ordinarius die Arbeitsgruppe Wissenschaftliches Rechnen am Fachbereich Mathematik aufzubauen. Die nächste Station war von 1998 bis 2002 die Universität Karlsruhe, an der er das Institut für Wissenschaftliches Rechnen (IWRMM) leitete. Von 2002 bis zu seiner Pensionierung 2013 war Peter Rentrop wieder an der TU München am Zentrum Mathematik tätig und hatte dort den Lehrstuhl für Numerische Mathematik inne.
Außerdem verbrachte er längere Forschungsaufenthalte als Gastprofessor an der  University of California in San Diego sowie der Universität Catania, der Universität Genf und der NTNU Trondheim.

## Werk
Peter Rentrops wissenschaftliches Werk zeichnet sich durch die Verbindung von  Numerischer Mathematik mit vielfältigen Anwendungsfeldern in Wissenschaft und Technik aus. Er zählt damit zu den Wegbereitern des  Wissenschaftlichen Rechnens (Scientific Computing) in Deutschland. Themen, zu denen er wichtige und wegweisende Beiträge geliefert hat, sind unter anderem:
Numerische Integration steifer Differentialgleichungen: Steife  Differentialgleichungen sind durch stark unterschiedliche Zeitskalen charakterisiert und treten z. B. in der  chemischen Reaktionskinetik und in der  elektrischen Schaltkreissimulation auf. Zusammen mit Peter Kaps von der Universität Innsbruck hat Peter Rentrop hierfür Methoden vom Rosenbrock-Wanner-Typ entwickelt, was zu den leistungsfähigen Algorithmen GRK4T und GRK4A geführt hat, die auch im Vergleich mit den populären BDF-Verfahren sehr gut abschneiden. Ein  weiteres, mit den steifen Differentialgleichungen verwandtes Themengebiet sind die  differentiell-algebraischen Gleichungen (Differential-Algebraic Equations, DAEs), mit denen er sich vor allem im Kontext der  mechanischen Mehrkörpersysteme und der  Schaltkreissimulation beschäftigt hat.
Alarm-Modell Rhein: Diese Zusammenarbeit mit der Bundesanstalt für Gewässerkunde in Koblenz und Gerd Steinebach hat die Hochwasser- und Giftalarmproblematik am Flusssystem des Rheins zum Thema. Über mehrere Jahre hinweg wurde dazu eine Simulationssoftware geschaffen, die wesentliche Phänomene wie den Schadstofftransport erfasst und doch auf einem PC lauffähig ist, um vor Ort im Gefahrenfall die notwendigen Entscheidungen mit Vorhersagen zu unterstützen.
Turbinendesign: In Zusammenarbeit mit der Siemens AG, Corporate Technology (Ansprechpartner Utz Wever) wurden Verfahren zur  aerodynamischen Geometrieoptimierung von  Turbinenblättern entwickelt. Diese sind von entscheidender Bedeutung für den Bau von Kraftwerken. Effizienzverbesserungen, die Einhaltungen von Schadstoffgrenzen und die Designflexibilität machen die auf den Fluid-Sensitivitäten und der Adjungierten-Methode basierenden 3D-Geometrie-Optimierungsverfahren zu einem wertvollen Werkzeug für das Turbinendesign. Ein weiterer Themenkreis sind thermo-akustische Druckschwingungen in Brennkammern von Gasturbinen, die mit zu den größten Störfaktoren für leistungsfähige Anlagen gehören. Die Entwicklung spezieller  Ortsdiskretisierungen, problemspezifischer Zeitintegratoren und Neuerungen auf dem Gebiet der Reaktionschemie führten zu einem hocheffizienten Verfahren zur Berechnung der Stabilität von  Druckoszillationen.